# France 3
France 3 ist der zweitgrößte öffentlich-rechtliche und insgesamt drittgrößte Fernsehsender Frankreichs.
Er gehört zu France Télévisions.
Sendestart des damaligen dritten Senders La troisième chaîne der ORTF war am 31. Dezember 1972. Mit der Aufgliederung der ORTF Ende 1974 wurde der Sender eigenständig und nannte sich France Régions 3 (FR3).
France Régions 3 war neben Antenne 2 der zweite Fernsehsender, der an der Gründung von France Télévisions im Jahre 1992 beteiligt war. Seitdem nennt sich der Sender France 3.
Es werden mehrere regionale Formate mit eigenen Regionalnachrichten gesendet.

## France 3 in Deutschland
France 3 ist in Grenzgebieten über Antenne sowie bundesweit im digitalen Kabel empfangbar. Im digitalen Kabel wird das Regionalprogramm aus Paris, Île-de-France und Centre-Val de Loire gesendet. Seit dem 12. Juli 2023 ist France 3 über MagentaTV der Telekom zu sehen.

## Regionen Frankreichs mit eigener Senderversion
In den 13 Regionen von Metropolitan-Frankreich gibt es 24 Hauptversionen des France-3-Programms, hervorgegangen aus den elf Fernsehstudios des ORTF. Teilweise bestehen zudem lokale Fensterprogramme. Da zu den Aufgaben der öffentlichen Rundfunkanbieter Frankreichs die Förderung der Regionalsprachen gehört, sendet France 3 auch auf Baskisch, Bretonisch, Elsässisch, Katalanisch, Korsisch und Okzitanisch.
| Region                     | France 3                                                       | Beginn     |
| -------------------------- | -------------------------------------------------------------- | ---------- |
| Paris Île-de-France        | Paris Île-de-France (Paris)                                    | 1964-01-30 |
| Grand Est                  | Alsace (Straßburg); auch auf Elsässisch                        | 1953-10-15 |
| Grand Est                  | Lorraine (Nancy)                                               | 1965-02-12 |
| Grand Est                  | Champagne-Ardenne (Reims)                                      | 1965-02-25 |
| Hauts-de-France            | Nord-Pas-de-Calais (Lille)                                     | 1950-04-10 |
| Hauts-de-France            | Picardie (Amiens)                                              | 1967-04-10 |
| Normandie                  | Ober-Normandie (Rouen)                                         | 1964-11-24 |
| Normandie                  | Nieder-Normandie (Caen)                                        | 1966-01-06 |
| Bretagne                   | Bretagne (Rennes); auch auf Bretonisch                         | 1966-02-02 |
| Pays de la Loire           | Pays de la Loire (Nantes)                                      | 1964-02-02 |
| Centre-Val de Loire        | Centre-Val de Loire (Orléans)                                  | 1964-01-30 |
| Bourgogne-Franche-Comté    | Bourgogne (Dijon)                                              | 1965-10-29 |
| Bourgogne-Franche-Comté    | Franche-Comté (Besançon)                                       | 1965-10-29 |
| Auvergne-Rhône-Alpes       | Rhône-Alpes (Lyon)                                             | 1954-11-08 |
| Auvergne-Rhône-Alpes       | Auvergne (Clermont-Ferrand)                                    | 1964-09-17 |
| Auvergne-Rhône-Alpes       | Alpes (Grenoble)                                               | 1968-02-06 |
| Nouvelle-Aquitaine         | Aquitaine (Bordeaux); auch auf Baskisch und Okzitanisch        | 1962-01-25 |
| Nouvelle-Aquitaine         | Limousin (Limoges)                                             | 1965-11-01 |
| Nouvelle-Aquitaine         | Poitou-Charentes (Poitiers)                                    | 2010-01-04 |
| Occitanie                  | Midi-Pyrénées (Toulouse); auch auf Okzitanisch                 | 1957-12-15 |
| Occitanie                  | Languedoc-Roussillon (Montpellier); auch auf Katalanisch       | 2010-01-04 |
| Provence-Alpes-Côte d’Azur | Provence-Alpes (Marseille); auch auf Okzitanisch/Provenzalisch | 1954-09-20 |
| Provence-Alpes-Côte d’Azur | Côte d’Azur (Antibes)                                          | 1964-02-20 |
| Corse                      | Corse ViaStella (Ajaccio); auch auf Korsisch                   | 1982-12-16 |